# Квічаль чорношиїй
Квіча́ль чорношиїй (Geokichla dohertyi) — вид горобцеподібних птахів родини дроздових (Turdidae). Мешкає в Індонезії і Східному Тиморі. Вид названий на честь американського ентомолога Вільяма Доерті.

## Опис
Довжина птаха становить 16–18 см. Голова, шия і груди чорні, перед очима білі плями. Верхня частина голови і верхня частина тіла іржасто-коричневі. Живіт білий, поцяткований чорними і світло-коричневими плямами. Хвіст чорний. Другорядні покривні пера крил руді, першорядні покривні пера і махові пера чорно-білі. Дзьоб чорнуватий, лапи білуваті або рожевуваті. У молодих птахів тім'я поцятковане каштановими смужками, обличчя і горло рудувато-білі, груди рудуваті, поцятковані чорними плямами, решта нижньої частини тіла білувата.

## Поширення і екологія
Чорношиї квічалі мешкають на Малих Зондських островах, зокрема на островах Ломбок, Сумбава, Сумба, Флорес і Тимор. Вони живуть у вологих гірських і рівнинних тропічних лісах, віддають перевагу густим первинним лісам. Зустрічаються поодинці або невеликими зграйками, на острові Ломбок зустрічаються на висоті від 460 до 1650 м над рівнем моря, на острові Сумбава — на висоті від 400 до 1700 м над рівнем моря, на острові Флорес — на висоті від 3500 до 1200 м над рівнем моря, на Західному Тиморі — на висоті від 1050 до 2300 м над рівнем моря. Іноді приєднуються до змішаних зграй птахів разом з рудоголовими квічалями. Гніздяться у липні-серпні, в кладці 3 яйця. Інкубаційний період триває 15 днів, пташенята покидають гніздо через 14 днів після вилуплення.

## Збереження
МСОП класифікує стан збереження цього виду як близький до загрозливого. За оцінками дослідників, популяція чорношиїх квічалів становить від 24600 до 47300 птахів. Їм загрожує вилов з метою продажу на пташиних ринках.